# Вајсдорф
Вајсдорф (њем. Weißdorf) општина је у њемачкој савезној држави Баварска. Једно је од 27 општинских средишта округа Хоф. Према процјени из 2010. у општини је живјело 1.260 становника. Посједује регионалну шифру (AGS) 9475184.

## Географски и демографски подаци
Вајсдорф се налази у савезној држави Баварска у округу Хоф. Општина се налази на надморској висини од 532 метра. Површина општине износи 21,9 km². У самом мјесту је, према процјени из 2010. године, живјело 1.260 становника. Просјечна густина становништва износи 58 становника/km².